# イグナチオ
『イグナチオ』（Ignacio / Entends-Tu Les Chiens Aboyer?、再発売時の日本語題名:奇蹟のランナー）は、ヴァンゲリスのアルバム。

## 収録曲
1. イグナチオ パート.1 - Entends-Tu Les Chiens Aboyer? (21:32)
2. イグナチオ パート.2 - Entends-Tu Les Chiens Aboyer? (18:29)

- 日本語題名・曲名及び収録時間は初発の日本国内盤LP(GP-700)による。
- CDでは1トラックとして収録しているものがある。最初期の欧州盤CD(813 0421-2)のジャケット及び盤面では総時間を39:04と誤表記している。
- 1983年の日本国内再発売盤LP(L25B-1048)での日本語題名・曲名は次のとおり。

1. 奇蹟のランナー（パート1） - Entends-Tu Les Chiens Aboyer? (Part 1) (21:32)
2. 奇蹟のランナー（パート2） - Entends-Tu Les Chiens Aboyer? (Part 2) (18:29)

## 概要
フランソワ・レシャンバック（François Reichenbach:1921-93）監督のフランス-メキシコ映画「Entends-Tu Les Chiens Aboyer?」(Can you hear the dogs barking?)のサウンドトラック。後には、この映画の題名がCDのタイトルとなり、ジャケットも変更されて再リリースされた盤が存在する(こちらを参照)。
日本では、1979年にキングレコードがフランスのエッグ・レコードの作品群を日本国内盤としてリリースした際に、本作がその第1弾『イグナチオ』(GP-700)として発売された。1983年（LPは1月、カセットは3月）にはレーベルを変えポリドール傘下のロンドンレコードから『奇蹟のランナー』(LP:L25B-1048、カセット:M25B 1022)に題名を改め再発売された。日本国内盤としてCD化はされていない。
傑作アルバム《天国と地獄》とほぼ同時期に録音・制作された。そのため、Part 1の中間部分は音楽的な傾向が似ている。

## 歌
アルバムのパート2の終盤（13:04辺り以降）の部分の旋律は、ミルバによって歌（ドイツ語）として次のアルバムに含まれリリースされている。
- 『女心/ヴァンゲリスを歌う Ich hab' keine Angst』 (ドイツ盤1981年、日本盤1986年)
  - 6. 信じて欲しい - Freunde, die gar keine sind (Ignacio) (5:54) ※ 作詞: Thomas Woitkewitsch
    - 日本語曲名及び収録時間は日本国内盤LP(K28P 337)による。ただし、曲順はCD上のもの。
    - ドイツ盤CD・日本盤LPともジャケットではドイツ語曲名が「gar」を欠いた状態で誤表記されているが、歌詞表示部分では正しく表記されている。